# Triaenodes longispinus
Triaenodes longispinus là một loài Trichoptera trong họ Leptoceridae. Chúng phân bố ở miền Australasia.